# Dévotion des premiers samedis

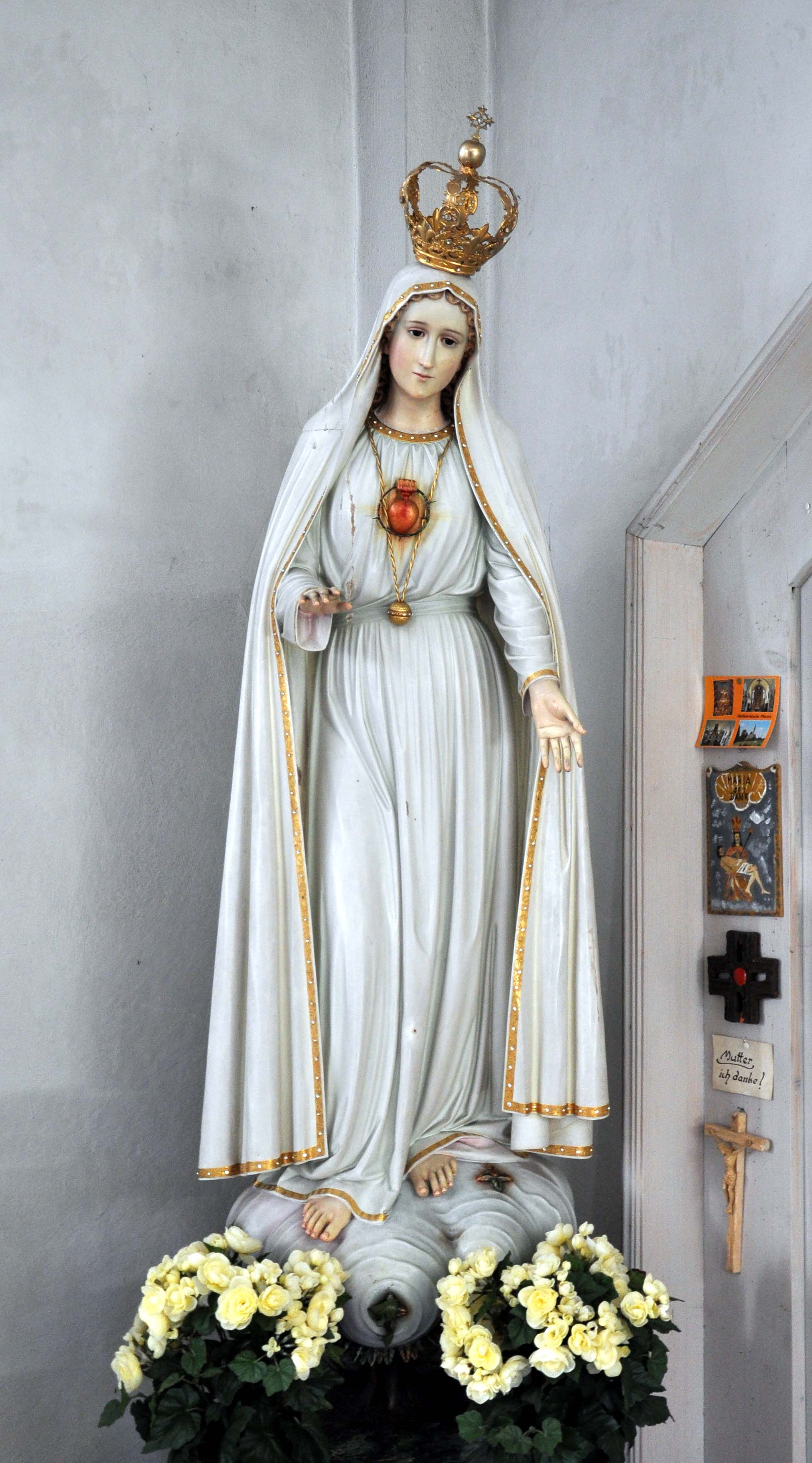
Statue représentant le Cœur immaculé de Marie, telle que décrite par Lucie dos Santos, une des voyantes de Notre-Dame de Fátima.

La dévotion des premiers samedis, également appelée communion réparatrice du Cœur immaculé de Marie, est une dévotion catholique qui, selon Lucie dos Santos, a été demandée par la Vierge Marie lors des apparitions mariales de Fátima (Portugal) le 13 juillet 1917, et lors des apparitions à Pontevedra (Espagne) le 10 décembre 1925. 
Cette dévotion, d'après Lucie, a pour but de « réparer les outrages faits par les hommes au Cœur immaculé de la Vierge », qui sont, d'après la voyante, « comme des épines plantées dans le cœur de Marie », et fait l'objet d'une promesse d'assistance à l'heure de la mort par la Vierge Marie.
Le 13 septembre 1939, l'évêque de Leiria, José Alves Correia da Silva, a approuvé la dévotion des premiers samedis à Fátima.

## Historique
La pratique d'honorer la Vierge Marie le samedi est une coutume ancienne largement attribuée au moine bénédictin Alcuin (735-804), proche conseiller de Charlemagne. Le moine avait composé une liturgie consacrant les samedis à la Vierge Marie. Cette pratique fut rapidement adoptée par le clergé et par les laïcs.
La « dévotion des premiers samedis » était déjà une coutume établie dans l'Église catholique avant la demande de Lucie dos Santos. Le 1er juillet 1905, le pape Pie X avait approuvé et accordé des indulgences pour la pratique de dévotion lors des premiers samedis de douze mois consécutifs en l'honneur de l'Immaculée Conception,.
Le 13 septembre 1939, l'évêque local du diocèse de Leiria-Fátima, José Alves Correia da Silva, a approuvé la dévotion des premiers samedis à Fátima. Toutefois, le Saint-Siège n'a toujours pas approuvé officiellement cette dévotion au niveau de l’Église universelle, malgré les démarches de Lucie,. 

## Les apparitions de Fátima
Lucie dos Santos, l'une des trois enfants « voyants » des apparitions mariales de Notre-Dame de Fátima à Fátima (Portugal), âgée de 10 ans au moment des faits, relate dans ses écrits que la Vierge Marie a demandé la pratique de la communion réparatrice des premiers samedis du mois lors de l'apparition du 13 juillet 1917,.
« La guerre va finir. Mais si l'on ne cesse d'offenser Dieu, sous le pontificat de Pie XI en commencera une autre pire encore. Lorsque vous verrez une nuit illuminée par une lumière inconnue, sachez que c'est le grand signe que Dieu vous donne, qu'Il va punir le monde de ses crimes par le moyen de la guerre, de la faim et des persécutions contre l'Église et le Saint-Père. Pour empêcher cette guerre, je viendrai demander la consécration de la Russie à mon Cœur immaculé et la communion réparatrice des premiers samedis. »,.
Selon Lucie, cette pratique fait partie intégrante du message de la Vierge Marie à Fátima et serait l'objet d'une demande ultérieure d'institution dans le but d'éviter l'avènement de la Seconde Guerre mondiale et de réparer les offenses faites contre le cœur immaculé de Marie,,.

## Les apparitions de Pontevedra

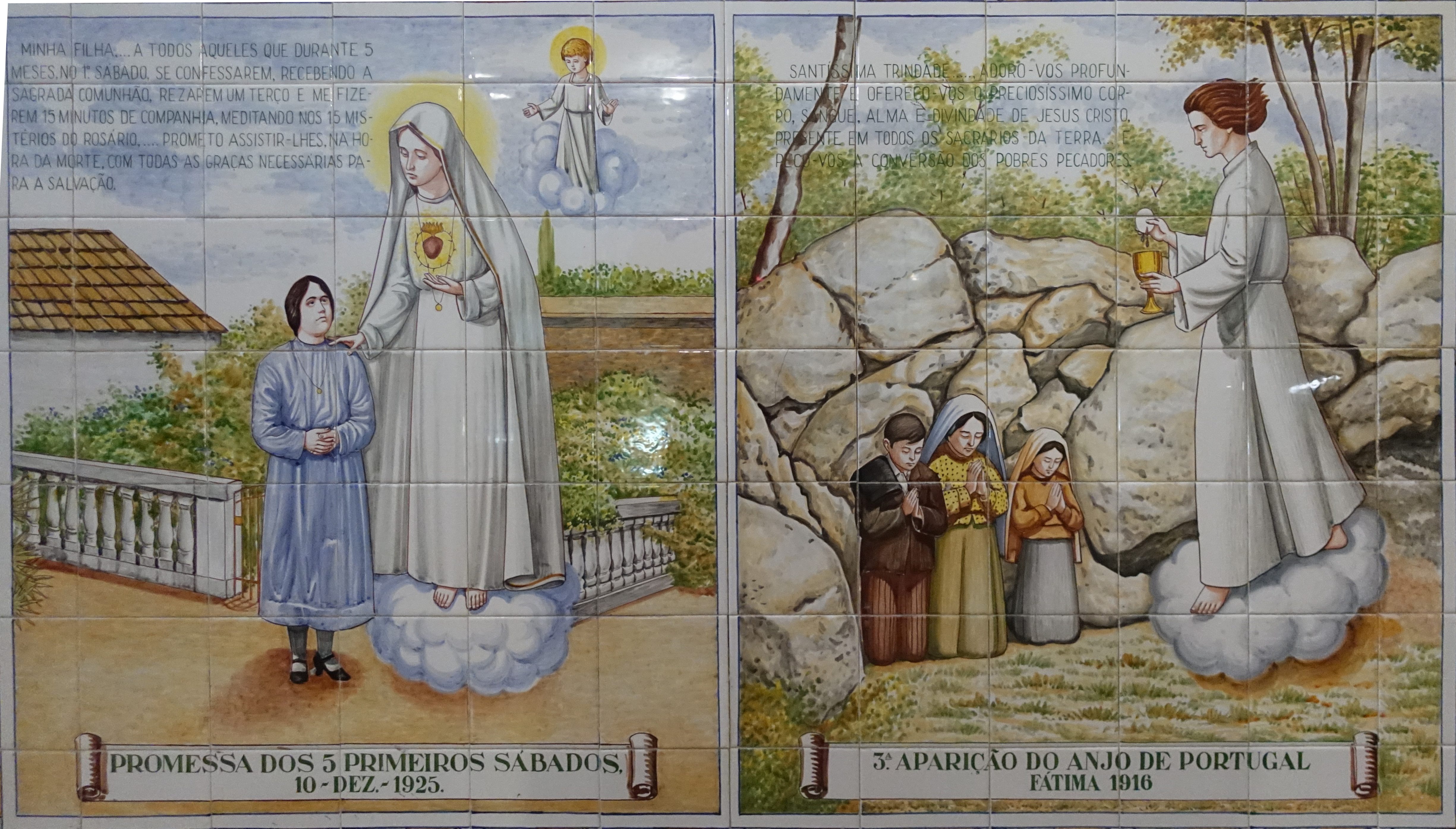
Azulejos représentant l'apparition de la Vierge à soeur Lucie à Pontevedra.

Le 17 juin 1921, à l'âge de 14 ans, Lucie dos Santos est admise comme pensionnaire à l'école des Sœurs de Sainte Dorothée de Vilar, près de la ville de Porto. Le 24 octobre 1925, elle entre à l'Institut des Sœurs de Sainte Dorothée en tant que postulante au couvent de Tui, en Espagne, juste de l'autre côté de la frontière portugaise. 
Lucie a raconté plus tard que le 10 décembre 1925, la Vierge Marie lui était apparue au couvent de Pontevedra, en Espagne (connu sous le nom de sanctuaire des Apparitions) avec, à ses côtés, l'Enfant Jésus. Selon Lucie, Marie aurait demandé l'institution de la dévotion des cinq premiers samedis en réparation des péchés contre son Cœur immaculé,,.
« Vois, ma fille, mon Cœur entouré d'épines que les hommes ingrats m'enfoncent à chaque instant par leurs blasphèmes et leurs ingratitudes. Toi, du moins, tâche de me consoler et dis que tous ceux qui, pendant cinq mois, le premier samedi, se confesseront, recevront la sainte communion, réciteront un chapelet, et me tiendront compagnie pendant quinze minutes en méditant sur les quinze mystères du rosaire, en esprit de réparation, je promets de les assister à l’heure de la mort avec toutes les grâces nécessaires pour le salut de leur âme. »,,

## L'acte de réparation

### Pratique des cinq premiers samedis
D'après Lucie, la Vierge a promis d’accorder de grandes grâces, particulièrement à l’heure de la mort, pour le croyant qui pendant les cinq premiers samedis de cinq mois consécutifs recevrait la communion, comme un « acte de réparation au cœur immaculé de la Bienheureuse Vierge Marie », et pratiquerait les exercices suivants,, :
- Confession sacramentelle

La confession peut avoir lieu huit jours avant ou même après la réception de la communion, mais celle-ci doit être reçue avec dignité et dans un état de grâce, en tenant compte du fait que Jésus est physiquement présent dans l'Eucharistie (transsubstantiation). L'intention de réparer le Cœur immaculé de Marie peut être gardée à soi-même ; il n'est pas nécessaire d'avertir le confesseur.
- Recevoir la communion

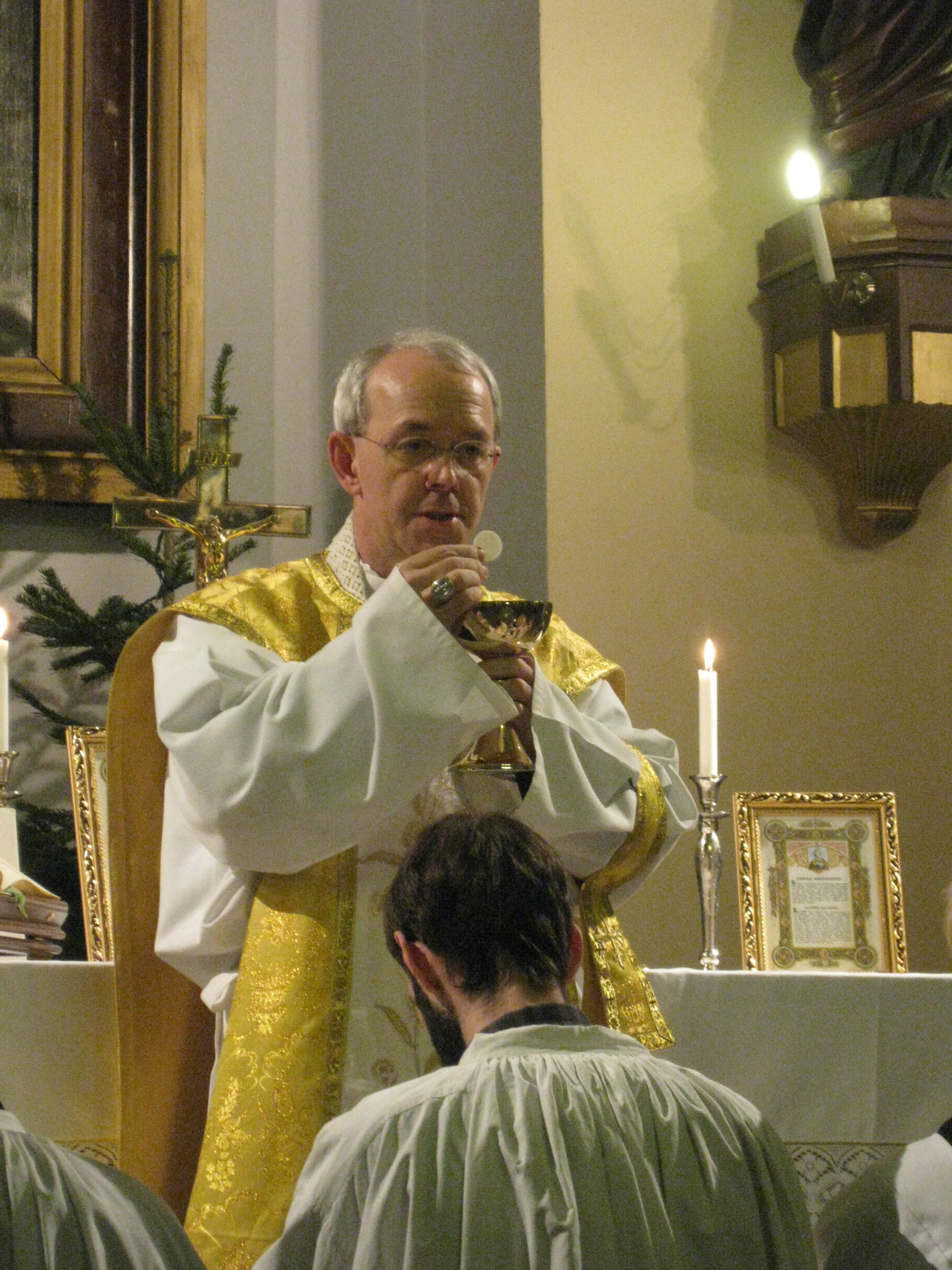
Le prêtre Athanasius Schneider lors de lEcce Agnus Dei d'une messe en rite tridentin.

La communion doit être reçue dans les 24 heures du premier samedi du mois. La présence à la messe est facultative. Recevoir la communion dans le cadre de cette dévotion doit être consciemment conçu comme un acte de réparation du Cœur immaculé de Marie. Le fidèle n'a pas besoin de le dire à quelqu'un d'autre, mais doit le garder cela à son esprit. Pour ne pas omettre l'intention chaque samedi, l'intention générale de dévotion de l'acte de réparation peut être énoncée mentalement ou ouvertement avant le début des premiers samedis (ou entre les deux). Si la personne a une raison valable de ne pas assister à la messe (messes non disponibles le samedi, mobilisation difficile, autre événement majeur), le fidèle peut consulter un prêtre sur la possibilité de recevoir la communion en privé ou un autre jour avec l'intention de faire de cette communion une partie intégrante de la dévotion.

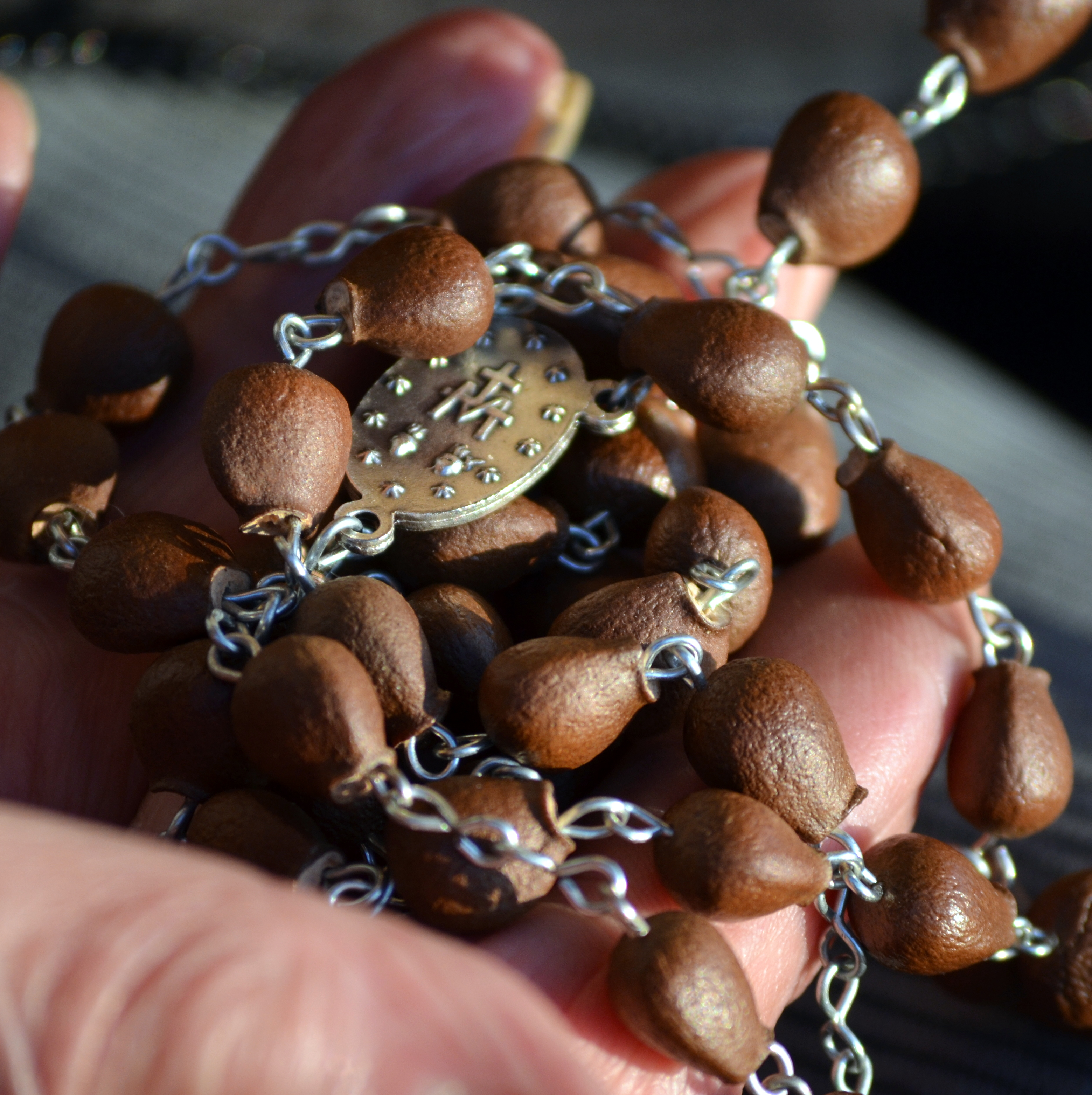
Un chapelet.

- Réciter un chapelet de cinq dizaines

Le chapelet doit, lui aussi, être récité avec l'intention de réparer.
- Méditer durant 15 minutes sur les mystères du rosaire

Cette méditation doit également être faite dans un acte de réparation au Cœur immaculé de Marie. Les méditations peuvent être récitées sur les 15 mystères (ou moins), mais elles doivent durer 15 minutes. Cette méditation est en plus (c'est-à-dire séparée) de la récitation du chapelet. Cette méditation peut être priée seul ou en groupe, avec ou sans l'aide des Saintes Écritures.

### Péchés contre le Cœur immaculé de Marie
Suite à une question qui lui avait été posée par son confesseur par écrit, Lucie dos Santos, en prière, interrogea Jésus sur la signification des cinq premiers samedis dans la nuit du 30 mai 1930, au couvent de Tui. Selon elle, Jésus lui répondit que ces samedis sont associés à cinq offenses faites contre le Cœur immaculé de Marie,,:
- les blasphèmes contre l'Immaculée Conception ;
- les blasphèmes contre sa virginité perpétuelle ;
- les blasphèmes contre sa maternité divine, en refusant en même temps de la reconnaître comme Mère des hommes ;
- les blasphèmes de ceux qui cherchent publiquement à mettre dans le cœur des enfants l'indifférence ou le mépris, ou même la haine à l'égard de cette Mère Immaculée ;
- les offenses de ceux qui l'outragent directement dans ses saintes images.

Les dévotions des « Cinq premiers samedis » diffèrent donc de dévotions similaires dans le sens où cette dévotion devrait être accomplie avec l'intention spécifique de réparer ces péchés,.